# Ivana Valešová (lyžařka)
Ivana Valešová (* 29. listopadu 1963, Liberec), je bývalá česká lyžařka, sjezdařka.

## Lyžařská kariéra
Na XIV. ZOH v Sarajevu 1984 reprezentovala Československo v alpském lyžování. Ve sjezdu skončila na 24. místě, v obřím slalomu na 28. místě a závod ve slalomu nedokončila. Ve Světovém poháru nejlépe skončila na 8. místě ve slalomu v roce 1984 v Jasné.